# Personlig computer
Personlig computer (fra engelsk: personal computer) forkortes ofte til PC. Definitionen på en personlig computer er at den kun anvendes af en person ad gangen. Termen en computer anvendes i vore dage ofte om PCere, hvilket er ok, men computer dækker meget mere end termen PC.
Udstyret en PC kan karakteriseres efter om den er stationær eller bærbar, eller om den kan være i en hånd:
- Stationære PC'er kan underopdeles i:
  - Hjemmecomputere (engelsk desktop PCs)
  - Arbejdsstationer (engelsk workstations)
  - Servere (men kun hvis serveren bruges af en enkelt person ad gangen, hvilket typisk ikke er tilfældet)
- Bærbare PC'er (engelsk laptop PCs, notebooks, wearable computers)
  - Håndholdte PC'er (engelsk personal digital assistants eller PDAs)
    - Smartphone - håndholdt PC sammenbygget med en mobiltelefon

En PC bliver oftest karakteriseret efter den grundlæggende CPU-arkitektur i den processor, som er monteret på bundkortet. Den grundlæggende CPU-arkitektur afgør almindeligvis også, hvilke styresystemer der kan anvendes.

## PC software
Mange PCere kommer med forinstallerede programmer, også kaldet forinstallerede apps, af fx applikationssoftware på godt og ondt. Nogle forinstallerede programmer har en brugbar funktion for brugeren, og kan lappes for it-sårbarheder. Nogle forinstallerede programmer kan ikke afinstalleres. Nogle forinstallerede programmer bliver ikke lappet for it-sårbarheder.
Nogle computerprogrammer, også kaldet apps, spørger ved brugsstart om det må dele data - incl. sporing. Ofte stilles spørgsmålene på en sådan måde, at omfanget af datadeling, sporing og datavideresalg ikke går bevidst op for brugeren. Nogle forinstallerede programmer sender data om brugen og brugerens private data til forskellige organisationer - incl. sporing, uden at få lov (spyware). Nogle programmer kræver, at man deler data for at bruge dem.
Nogle PC styresystemer spørger ved brugsstart om styresystemets må dele data, sporing og lave datavideresalg.
Cloudcomputing styrede programmer har typisk den ulempe at leverandøren typisk uden varsel kan afinstallere programmet, da brugen kun er lejet. Herudover opgraderes programmet tit, hvilket kan være en fordel eller en ulempe, da programmet så bliver lappet hurtigt for sårbarheder - og få nye brugbare egenskaber. Ulempen er at egenskaber man er vant til at anvende pludseligt kan forsvinde - og måske kan koste ekstra.
Generelt er det ofte meget svært at stoppe datadeling, sporing og datavideresalg, når tilsagnet først er givet, selvom EU-databeskyttelsesforordningen (GDPR) har givet denne rettighed til EU-borgere - endda med tilbagevirkende kraft, uanset om data sendes indenfor eller udenfor EU.

## PC-arkitekturer eller kendte modeller
Der er gennem tiden blevet lavet mange forskellige PC-arkitekturer. Her er nogle af dem, med kendte modeller, der var med fra starten i 1980'erne og 1990'erne – listen er kronologisk:
- Xerox Alto – 1973 – ukendt processor – verdens første PC med grafisk skærm og håndholdt "mus".[4][5][6]
- Apple I – April 1976 – 6502 8 bit databus 16 bit adressebus – kunne fås som saml selv. 200 stk. produceret.
- Apple II – 1977 – 6502 8 bit databus 16 bit adressebus. Succes i USA – produceret i ca. 2 millioner stk.
- Apple Lisa – ca. 1980 – 68000 8 bit databus 16 bit adressebus – Første masseproducerede computer med grafisk brugerflade (GUI). Datids pris 9.995$.
- Sinclair ZX80 – ca. 1980 – Zilog Z80 eller NEC μPD780C-1 8 bit databus 16 bit adressebus – med robust "viskelæder" tastatur. En af de første "folke"-computere, da alle kunne købe den for ca. 995 kr.
- Commodore VIC-20 – ca. 1980-1981 – 6502 8 bit databus 16 bit adressebus – med form som et tastatur.
- Sinclair ZX81 – ca. 1981 – Zilog Z80A 8 bit databus 16 bit adressebus – med robust "viskelæder" tastatur. En af de første "folke"-computere, da alle kunne købe den for ca. 995 kr.
- Acorn BBC micro (f.eks. Acorn BBC model B) – ca. 1981-1983 – 6502A – ikke så udbredt i Danmark, men en succes i Storbritannien – ca. 1,5 millioner solgt i alt.[7]
- Intel baseret PC – ca. 1982 – Intel 80188 8 bit databus 20 bit adressebus.
- Intel baseret PC – ca. 1982 – Intel 80186 16 bit databus 20 bit adressebus.
- IBM PC – 12. august 1981 – (Intel 8088, XT, 4,77 MHz 8 bit databus 20 bit adressebus, 29.000 transistorer, 0,33-0,5 MIPS @ ? MHz) eller (Intel 80286), AT, 16 MHz, 16 bit databus vistnok 20 bit adressebus, 134.000 transistorer, 3 MIPS @ 6 MHz).
- Commodore 64 – august 1982 – 6502 8 bit databus 16 bit adressebus – med form som et tastatur. 17 millioner produceret.
- Sinclair ZX Spectrum – 1982 – Zilog Z80A 8 bit databus 16 bit adressebus – med robust "viskelæder" tastatur.
- Intel baseret PC – ca. 1985-1994 – Intel 80386-DX 32 bit databus 32 bit adressebus, 275.000 transistorer, 4-11 MIPS @ 16-40 MHz.
- Commodore Amiga – 1985 – Motorola 68000 vistnok 16 bit databus 24 bit adressebus.
- Atari ST – ca. 1985 – Motorola 68k vistnok 16 bit databus 24 bit adressebus.
- Acorn Archimedes – ca. 1987 – vistnok ARM2 – 32 bit databus 26 bit adressebus. Dens CPU arkitektur; ARM (Acorn RISC Machine) anvendes i mange mikrocontrollere i dag. ARM processoren var en af de første RISC processorer og var fra starten hurtig; en X MHz kørte med X/2 MIPS! ARM2 var og er sikkert den mindste 32 bit CPU der findes – kun 30.000 transistorer anvendes, hvilket også er medvirkende til det særligt lave energiforbrug. Motorola ældre 16 bit processor 68000 har 68.000 transistorer.
- Intel baseret PC – ca. 1989 – Intel 80486 32 bit databus 32 bit adressebus, 13-41 MIPS @ 25-50 MHz.
- Intel baseret PC – ca. 1993 – Intel Pentium 64 bit databus 32 bit adressebus, 3.100.000 transistorer, >100 MIPS @ 75-200 MHz.
- Intel baseret PC – ca. 1997 – Intel Pentium II 64 bit databus 36 bit adressebus, 366 MIPS @ 350-450 MHz.
- Intel baseret PC – ca. 1998 – Intel Xeon ? bit databus ? bit adressebus.
- Intel baseret PC – ca. 1999 – Intel Pentium III 64 bit databus 36 bit adressebus, 9.500.000 transistorer, 1200 MIPS @ 450-500 MHz.
- Intel baseret PC – ca. 2000 – Intel Pentium 4 64 bit databus 36 bit adressebus, 42.000.000 – 55.000.000 transistorer.
- Intel baseret PC – ca. 2006 – Intel Core 2 64 bit databus 64 bit adressebus.